# 간사이 TV 화요일 밤 9시 드라마
간사이 TV 화요일 밤 9시 드라마는 간사이 TV 방송 제작으로, 2016년 10월 11일부터 후지 TV 계열에서, 화요일 밤 9시에 방송되고 있는 일본의 텔레비전 드라마 시간대이다.

## 작품 목록

### 2016년
《메디컬팀 레이디 다 빈치의 진단》 ※〈칸사이 TV 제작·화요일 밤 9시 연속 드라마〉 제1작
주연:요시다 요
각본:타나카 신이치
주제가:AI 〈미라클〉 (유니버설 뮤직)
제작:칸사이 TV, MMJ

### 2017년
《거짓말의 전쟁》
주연:쿠사나기 츠요시
각본:고토 노리코
제작:칸사이 TV ※자사 제작 제1탄
《CRISIS 공안 기동 수사대 특수반》
주연:오구리 슌
원안·각본:가네시로 가즈키
제작:칸사이 TV ※자사 제작 제2탄
《우리들이 했습니다》
주연:쿠보타 마사타카
원작:카네시로 무네유키 원작, 아라키 히카루 작화
각본:토쿠나가 유이치
제작:칸사이 TV ※자사 제작 제3탄
《내일의 약속》
주연:이노우에 마오
각본:후루야 카즈나오
제작:칸사이 TV, 공동 텔레비전

### 2018년
《FINAL CUT》
주연:카메나시 카즈야
각본:카네코 아리사
제작:칸사이 TV ※자사 제작 제4탄
《시그널 장기 미해결 사건 수사반》
주연:사카구치 켄타로
원작:《시그널》
각본:오자키 마사야
제작:칸사이 TV ※자사 제작 제5탄
《건강하고 문화적인 최저한도의 생활》
주연:요시오카 리호
원작:카시와기 하루코
각본:야지마 코이치
제작:칸사이 TV ※자사 제작 제6탄
《우리는 기적이 될 수 있다》
주연:타카하시 잇세이
각본:하시베 아츠코
제작:케이팩토리, 칸사이 TV

### 2019년
《후처업》
주연:기무라 요시노
원작:구로카와 히로유키
각본:세키 에리카
제작:칸사이 TV, 공동 텔레비전
《퍼펙트 월드》
주연:마츠자카 토리
원작:아리가 리에
각본:나카타니 마유미
제작:칸사이 TV ※자사 제작 제7탄
《투윅스》
주연:미우라 하루마
원작:《투윅스》
각본:야마우라 마사히로
제작:칸사이 TV ※자사 제작 제8탄
《아직 결혼 못하는 남자》
주연:아베 히로시
각본:오자키 마사야
제작:칸사이 TV, MMJ

### 2020년
《10의 비밀》
주연:무카이 오사무
각본:고토 노리코
제작:칸사이 TV
《용의 길 두 얼굴의 복수자》
주연:타마키 히로시, 타카하시 잇세이
원작:시라카와 토오루
각본:시노사기 에리코
제작:칸사이 TV, 쿄도 TV

## 같이 보기
- 신드라
- 닛폰 TV 방송망 수요 심야 드라마
- 요미우리 TV 목요드라마
- 어른의 토드라
- 닛폰 TV 방송망 일요드라마